# خوان دو ديوس إيبارا
خوان دو ديوس إيبارا (بالإسبانية: Juan de Dios Ibarra)‏ (17 فبراير 1979 في المكسيك - ) هو لاعب كرة قدم مكسيكي في مركز حراسة المرمى. شارك مع منتخب المكسيك تحت 20 سنة لكرة القدم. أما مع النوادي، فقد لعب مع نادي أمريكا ونادي مونتيري وزاكاتيبيك وLobos BUAP ‏ وAlacranes de Durango ‏ وتامبيكو ماديرو.

## روابط خارجية
- خوان دو ديوس إيبارا على موقع الاتحاد الدولي (مؤرشف)  (الإنجليزية)
- خوان دو ديوس إيبارا على موقع قاعدة بيانات كرة القدم.إي يو (الإنجليزية)
- خوان دو ديوس إيبارا على موقع Soccerway.com (الإنجليزية)
- خوان دو ديوس إيبارا على موقع AS.com (الإسبانية)